# Милатковичи
Милатковичи (серб. Милатковићи) — населенный пункт (деревня) в общине Чайниче, который принадлежит энтитету Республике Сербской, Босния и Герцеговина. По результатам югославской переписи населения 1991 года в Милатковичах проживало 127 человек. Милатковичи расположены на границе с Сербией

## Население
В населении деревни преобладают сербы, также есть значительное количество мусульман (боснийцев).
| 1991                           | - | - | - | - | - | - |
| ------------------------------ | - | - | - | - | - | - |
| 127                            | - | - | - | - | - | - |
| Гистограмма динамики населения |   |   |   |   |   |   |

### Национальный состав населения
На 1991 год:
- сербы — 100 человек (78,74 %);
- хорваты — 0 человек (0,00 %);
- мусульмане — 27 человек (21,26 %);
- югославы — 0 человек (0,0 %);
- другие и неизвестно — 0 человек (0,00 %).